# (6509) 1983 CQ3
(6509) 1983 CQ3 (1983 CQ3, 1967 RD, 1972 VQ1, 1976 OG, 1990 HF5, 1991 YB) — астероїд головного поясу, відкритий 12 лютого 1983 року.
Тіссеранів параметр щодо Юпітера — 3,278.